# Thalassodes dentatilinea
Thalassodes dentatilinea là một loài bướm đêm trong họ Geometridae.